# الرجل البريء (مسلسل)
الرجل البريء ((الكورية: 세상 어디에도 없는 착한 남자)) مسلسل ميلودراما رومنسي تلفزيوني كوري جنوبي، عرض على قناة كي بي إس 2 في 12 أيلول 2012.

## القصة
كانغ مارو تتم خيانته من قِبل حبيبته هان جاي هي فيسعى للانتقام منها من خلال استغلال سيو إيون جي وهي فتاة وريثة لمجموعة ضخمة لكنها فاقدة لذاكرتها.

## الممثلون
- جونغ سونغ كي بدور (كانغ مارو)
- كانغ تشان هي بدور (كانغ مارو الصغير)
- مون تشاي وون بدور سيو إيون جي
- بارك سي يون بدور هان جاي هي
- بارك سي يونغ بدور (هان جاي هي الصغيرة)

## روابط خارجية
- الرجل البريء على موقع IMDb (الإنجليزية)
- الرجل البريء على موقع نتفليكس (الإنجليزية)
- الرجل البريء على موقع فيلمافينيتي (الإسبانية)
- الرجل البريء على موقع كينوبويسك (الروسية)
- الرجل البريء على موقع قاعدة بيانات الفيلم (الإنجليزية)